# Saison 2 de Danse avec les stars
 (septembre 2021).
La deuxième saison de l'émission française de divertissement Danse avec les stars a été diffusée du 8 octobre 2011 au 19 novembre 2011  sur TF1. Elle a été animée par Sandrine Quétier et Vincent Cerutti.
L'émission a été remportée par la chanteuse Shy'm, aux côtés du danseur Maxime Dereymez.

## Participants
Lors de cette saison 2 de Danse avec les stars, 9 couples formés d'une star et d'un danseur professionnel se sont affrontés. Il y avait 9 célébrités : 4 hommes et 5 femmes, soit une célébrité de plus que lors de la saison précédente.
Le PDG de la chaine, Nonce Paolini, a confirmé la diffusion de la saison 2, lors d'une interview au Figaro.
Le casting a été révélé le mercredi 21 septembre 2011 par TF1.
| Personnalité       | Occupation                                 | Partenaire          | Statut                        |
| ------------------ | ------------------------------------------ | ------------------- | ----------------------------- |
| Shy'm              | chanteuse, danseuse                        | Maxime Dereymez     | Vainqueur le 19 novembre 2011 |
| Philippe Candeloro | champion de patinage artistique            | Candice Pascal      | Deuxième le 19 novembre 2011  |
| Baptiste Giabiconi | mannequin, chanteur                        | Fauve Hautot        | Troisième le 19 novembre 2011 |
| Sheila             | chanteuse, danseuse, écrivain, sculptrice  | Julien Brugel       | éliminée le 12 novembre 2011  |
| Francis Lalanne    | auteur-compositeur-interprète              | Silvia Notargiacomo | éliminé le 5 novembre 2011    |
| Véronique Jannot   | actrice, chanteuse                         | Grégoire Lyonnet    | éliminée le 29 octobre 2011   |
| Valérie Bègue      | Miss France 2008, animatrice de télévision | Grégory Guichard    | éliminée le 22 octobre 2011   |
| Nâdiya             | chanteuse, ancienne athlète                | Christophe Licata   | éliminée le 15 octobre 2011   |
| Cédric Pioline     | champion de tennis                         | Katrina Patchett    | éliminé le 8 octobre 2011     |

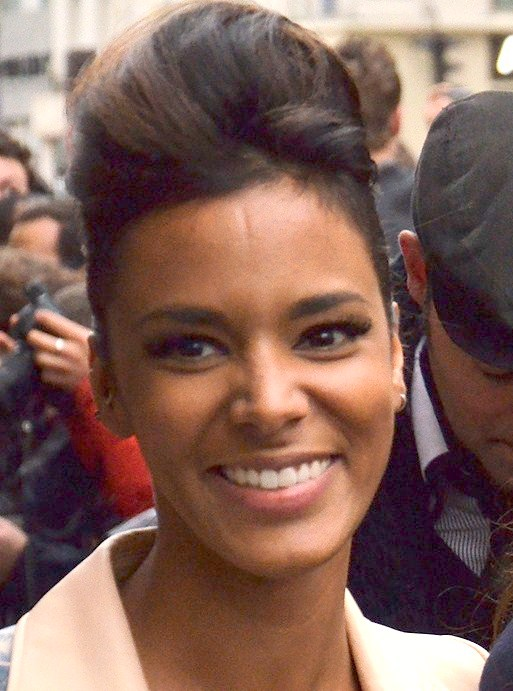
Shy'm
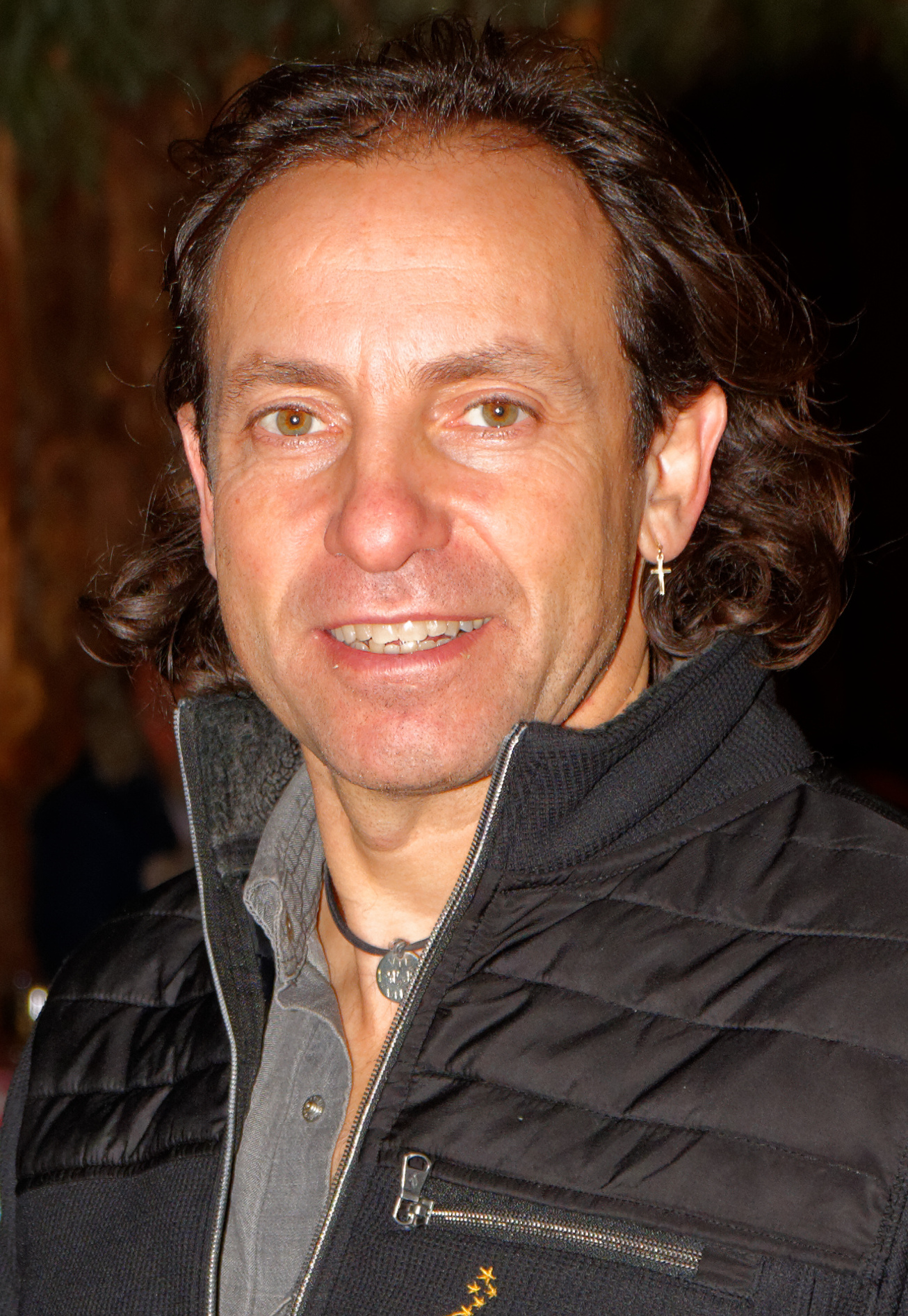
Philippe Candeloro
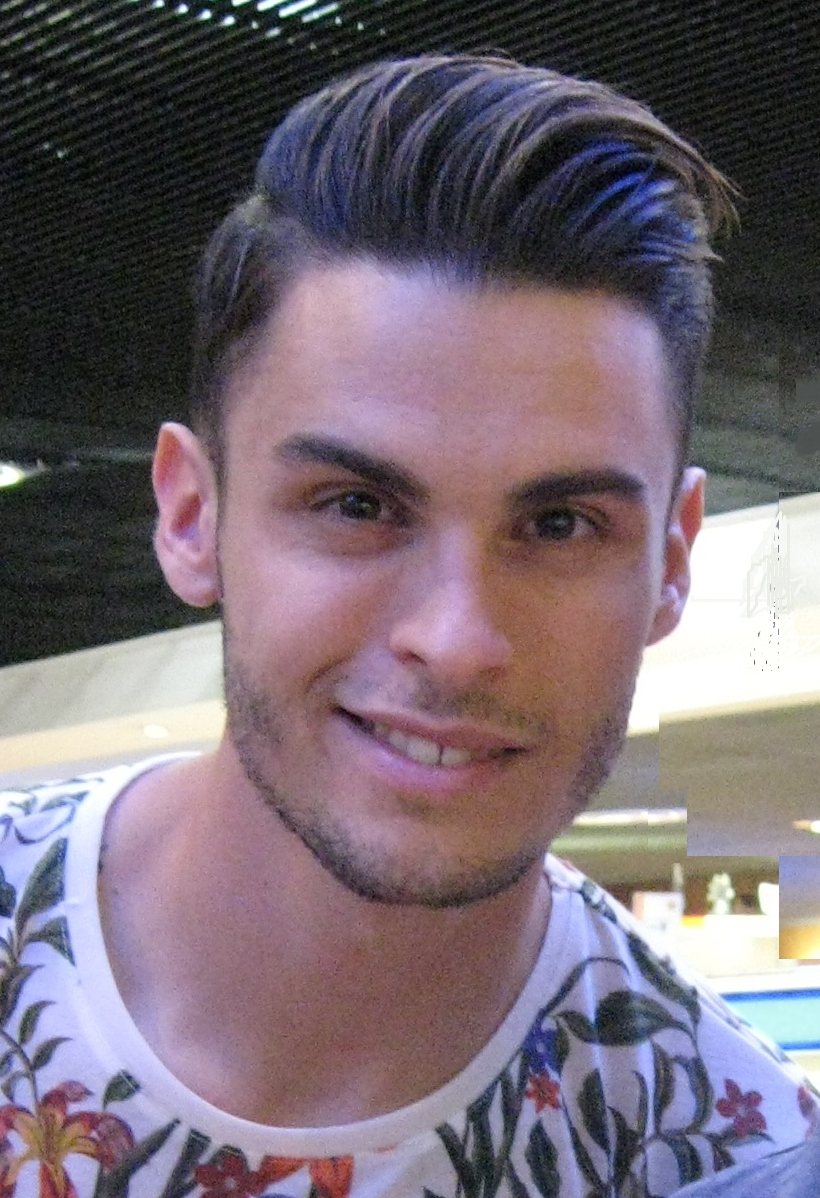
Baptiste Giabiconi
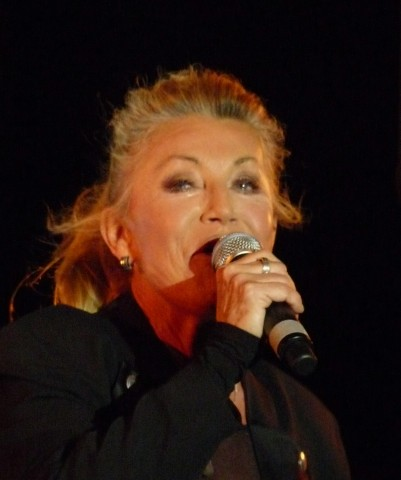
Sheila
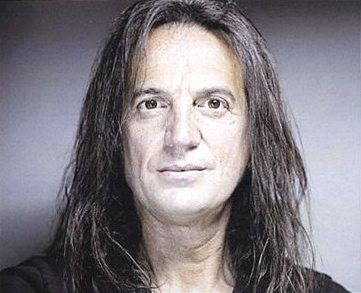
Francis Lalanne
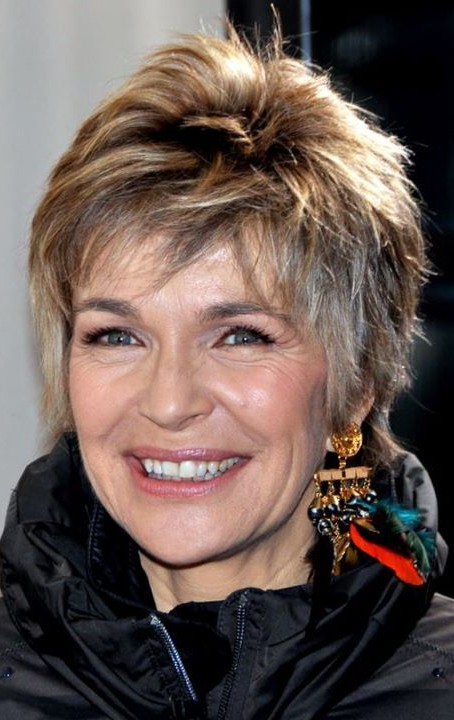
Véronique Jannot
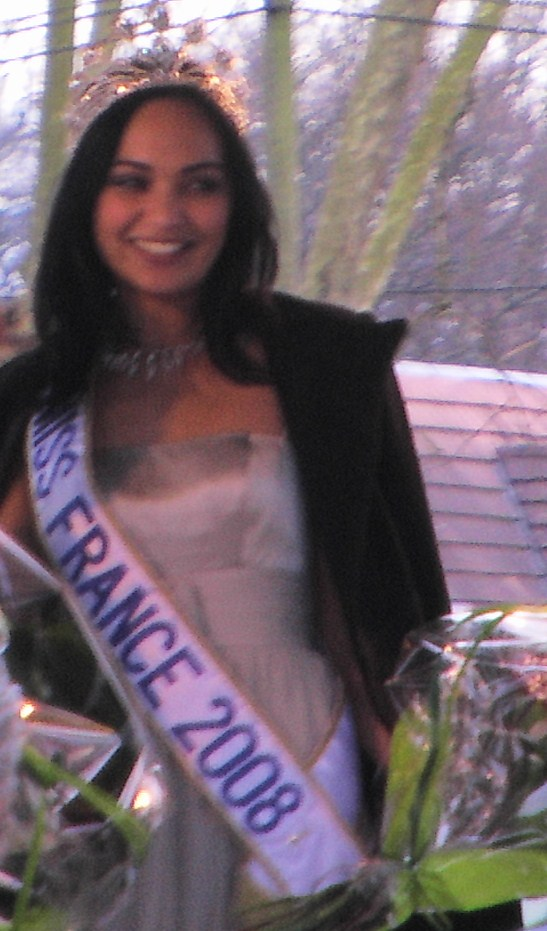
Valérie Bègue
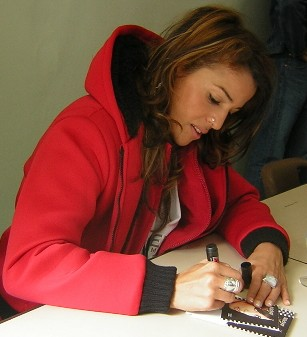
Nâdiya
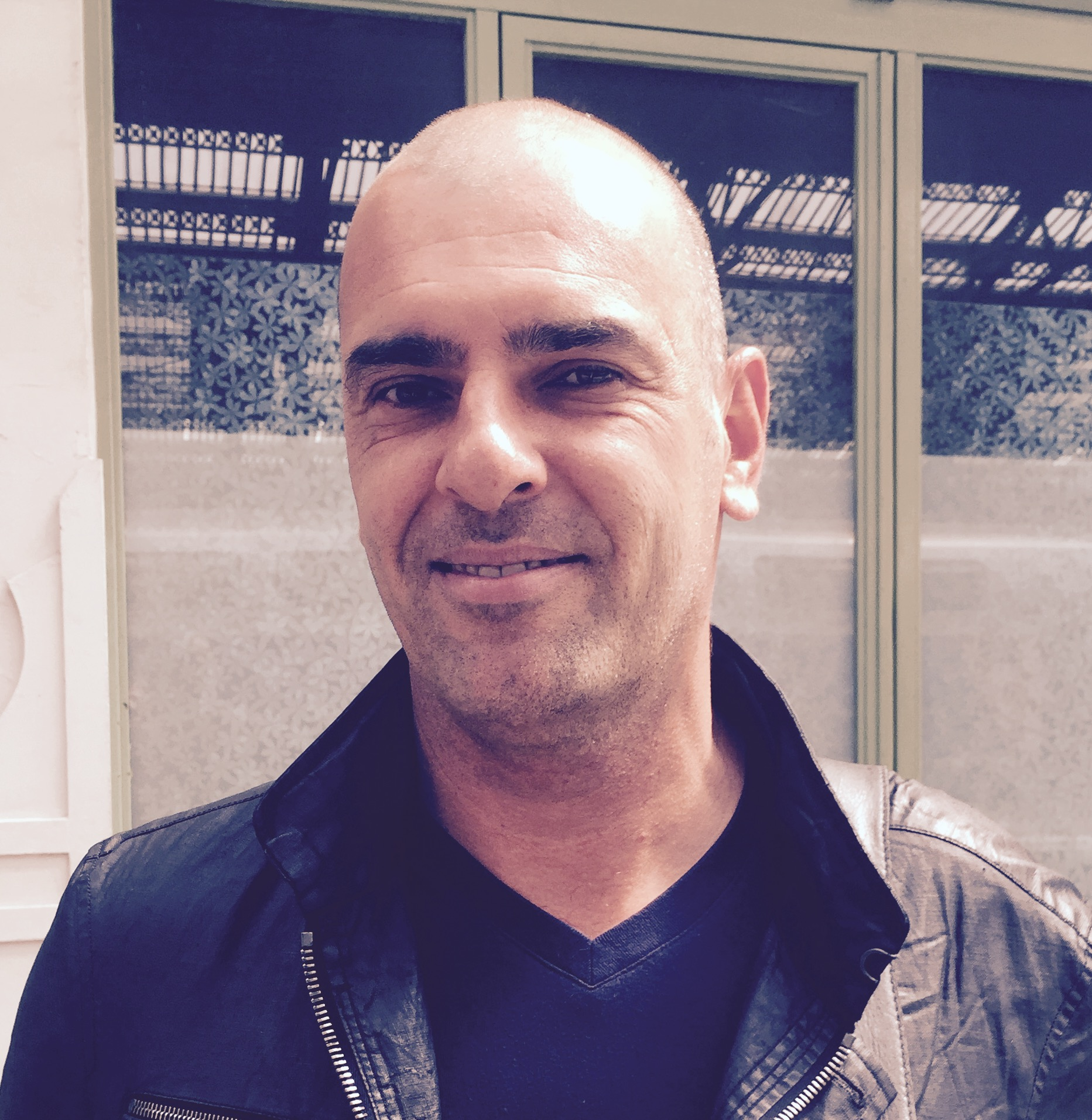
Cédric Pioline

## Invités musicaux
- 8 octobre 2011 : Amaury Vassili – Your Song (lors de la prestation de Nâdiya).
- 12 novembre 2011 : troupe de Dracula, l'amour plus fort que la mort – 1, 2, 3 et Éteins la lumière.
- 19 novembre 2011 : troupe de 1789 : Les Amants de la Bastille – Ça ira mon amour.

## Autour de l'émission
Baptiste Giabiconi, 22 ans au moment de son passage dans l'émission, est alors le benjamin des candidats de Danse avec les stars, détrônant à ce titre M. Pokora, qui avait 25 ans lors de la saison 1 ; il sera détrôné à ce titre par Bastian Baker, 21 ans lors de la saison 3.
L'actrice Véronique Jannot avait d'abord refusé de participer à la saison 1, mais elle est finalement au casting de cette deuxième saison.
M. Pokora, le gagnant de la première saison, a dansé lors de la finale de cette saison 2. C'est également lui qui a remis le trophée à la gagnante, Shy'm.